# Ендіка Гуаррочена
Ендіка Гуаррочена Арсуб'яга (ісп. Endika Guarrotxena Arzubiaga, нар. 26 жовтня 1961, Більбао) — іспанський футболіст, що грав на позиції нападника, зокрема за «Атлетік Більбао», у складі якого — чемпіон Іспанії та володар Кубка Іспанії.

## Ігрова кар'єра
Уродженець Більбао, вихованець системи місцевого «Атлетіка». У дорослому футболі дебютував 1979 року виступами за його другу команду, «Більбао Атлетік», в якій провів два сезони, взявши участь у 24 матчах чемпіонату. 
Вже 1980 року почав долучатися до лав головної команди «Атлетік Більбао». Відіграв за головну команду Більбао сім сезонів своєї ігрової кар'єри. 1984 року був співавтором «золотого дубля» — перемог у чемпіонаті і Кубку Іспанії. Причому у фіналі Кубка став авторому єдиного, і відповідно переможного, гола у ворота «Барселони».
Згодом з 1987 по 1990 рік грав у складі команд «Реал Вальядолід», «Мальорка» та «Еркулес», а завершував ігрову кар'єру у команді «Бенідорм», за яку виступав протягом 1990—1991 років.

## Титули і досягнення
- Чемпіон Іспанії (1):

«Атлетік Більбао»: 1983-1984
- Володар Кубка Іспанії (1):

«Атлетік Більбао»: 1983-1984
- Володар Суперкубка Іспанії з футболу (1):

«Атлетік Більбао»: 1984